# Radical SR3

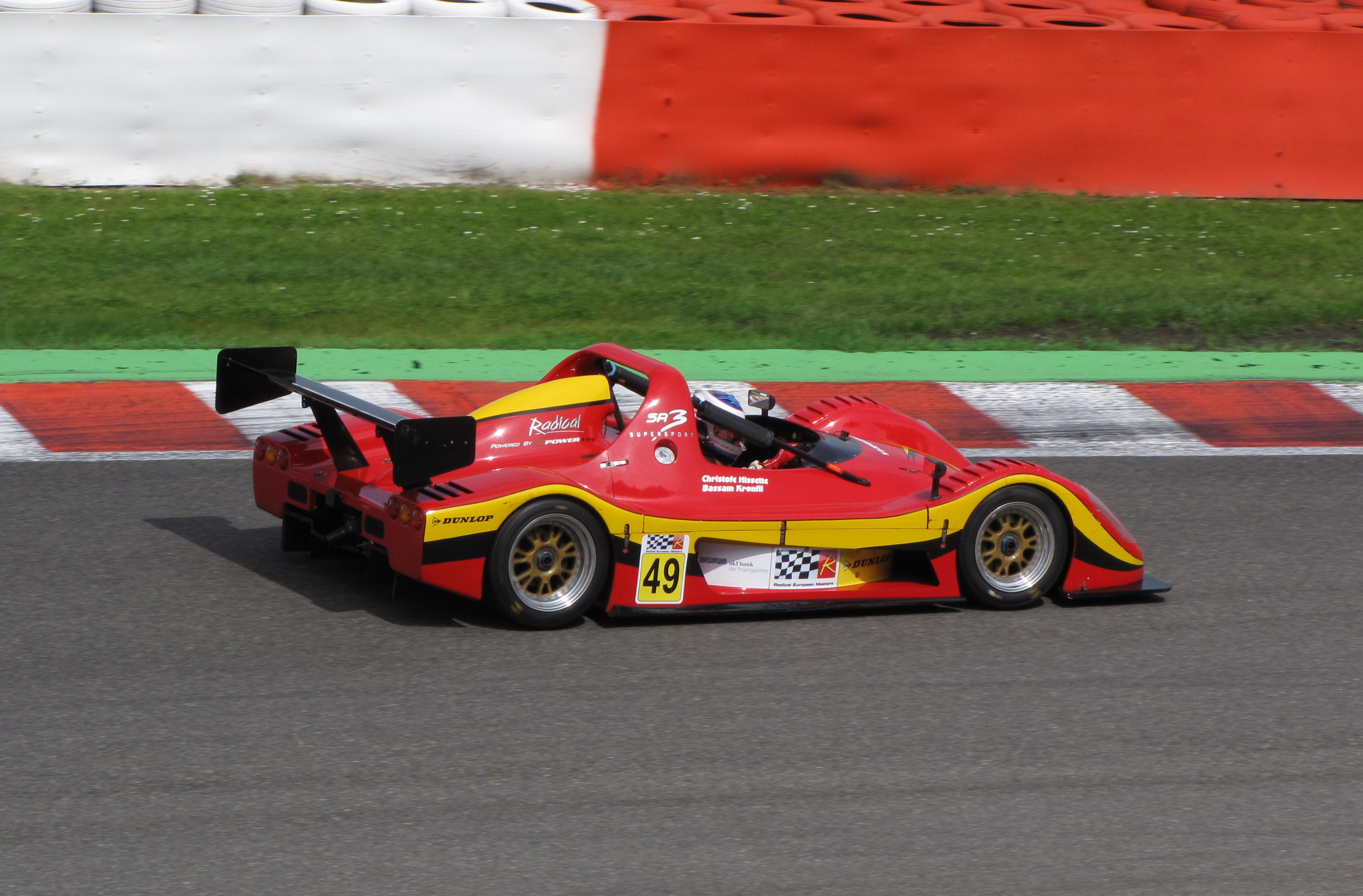
Radical SR3 in auf dem Circuit de Spa-Francorchamps 2009

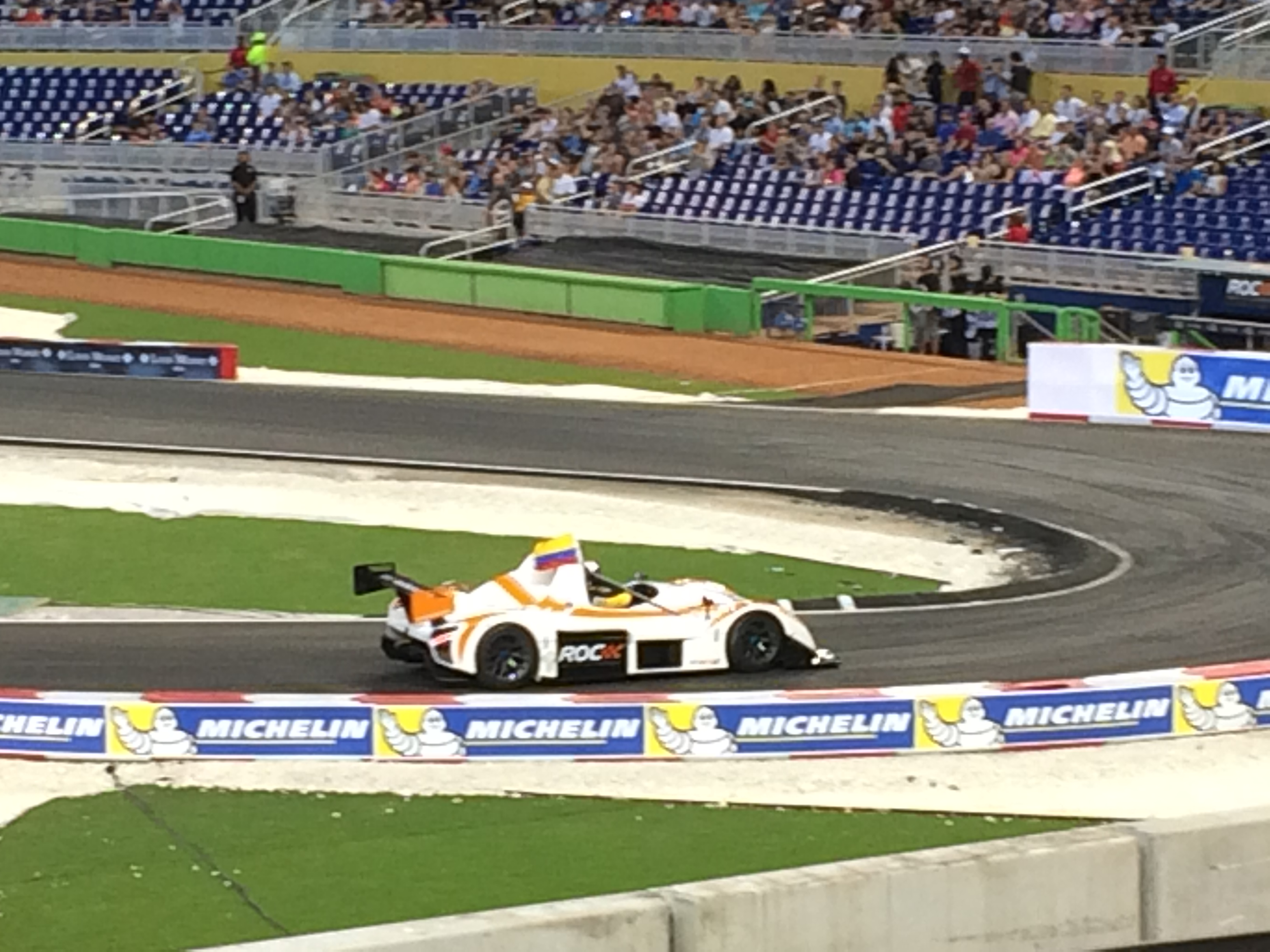
Radical SR3 RSX beim Race of Champions 2017

Der Radical SR3 ist ein Sportwagen des britischen Automobilherstellers Radical, der seit 2002 in Peterborough gebaut wird. Das Fahrzeug gilt als Weiterentwicklung des Clubsport 1100.

## Geschichte
Der vom Rennwagendesigner Mike Pilbeam entworfene SR3 gilt mit über 1.100 verkauften Exemplaren als das erfolgreichste Modell von Radical. Das Fahrzeug wurde ursprünglich für die Teilnahme an internationalen Wettkämpfen in der Klasse C3 der FIA entwickelt.
2009 wurde eine weiterentwickelte Version des Radical SR3 präsentiert. Für die Radical SR3 SL (für „Street Legal“) genannte Variante ist auch eine Straßenzulassung für Kleinserienfahrzeuge erhältlich.
Im Herbst 2014 stellte Radical mit dem SR3 RSX eine überarbeitete Variante der Rennversion vor.

## Technik
Der Radical SR3 ist in extremer Leichtbauweise mit einem Gitterrohr-Chassis gefertigt und kommt so auf eine Eigenmasse von unter 600 kg. Der aerodynamische Anpressdruck (Abtrieb) erlaubt bei hoher Geschwindigkeit eine Kurvenbeschleunigung von bis zu 2g (Zum Vergleich: Sportwagen von Ferrari oder Lamborghini erlauben eine Kurvenbeschleunigung bis 1,3g). Ein Dach oder ein Kofferraum ist für den Wagen nicht erhältlich. Zur Gewichtsersparnis tragen die Rennschalensitze bei. Bestellt werden kann der Sportwagen sowohl als Links- wie auch als Rechtslenker.
Im SR3 RS 1300, im SR3 RS 1500 Turbo und im SR3 RSX wird der Motor aus der Suzuki Hayabusa 1300 eingesetzt. Der Ford-EcoBoost-Motor aus dem Focus ST treibt den SR3 SL an. Hier leistet er 179 kW (243 PS). Gegen Aufpreis ist im „Race-Pack“ eine Leistungssteigerung auf 224 kW (304 PS) möglich. Da für eine Straßenzulassung eine Heizung erforderlich ist, wird sie in den SR3 SL eingebaut. Außerdem hat er eine Fußraumbeleuchtung und eine 12-Volt-Steckdose.

## Technische Daten
|                            | SR3 XX                            | SR3 RS 1300                       | SR3 XX                            | SR3 RS 1500 Turbo                 | SR3 RSX                           | SR3 SL                            |
| Bauzeitraum                | seit 2020                         | 2002–2015                         | seit 2020                         | 2009–2015                         | 2015–2020                         | 2011–2020                         |
| Motorkenndaten             |                                   |                                   |                                   |                                   |                                   |                                   |
| Motortyp                   | Ottomotor, vier Zylinder in Reihe | Ottomotor, vier Zylinder in Reihe | Ottomotor, vier Zylinder in Reihe | Ottomotor, vier Zylinder in Reihe | Ottomotor, vier Zylinder in Reihe | Ottomotor, vier Zylinder in Reihe |
| Motoraufladung             | —                                 | —                                 | —                                 | Turbolader                        | —                                 | Turbolader                        |
| Hubraum                    | 1340 cm³                          | 1340 cm³                          | 1500 cm³                          | 1500 cm³                          | 1500 cm³                          | 1999 cm³                          |
| max. Leistung bei min−1    | 145 kW (197 PS) /                 | 151 kW (205 PS) /                 | 169 kW (229 PS) /                 | 191 kW (260 PS) / 10.000          | 193 kW (262 PS) / 9500            | 179 kW (243 PS) / 6000 1          |
| max. Drehmoment bei min−1  |                                   | 141 Nm / 7500                     |                                   | 217 Nm / 7000                     | 168 Nm / 8200                     |                                   |
| Kraftübertragung           |                                   |                                   |                                   |                                   |                                   |                                   |
| Antrieb                    | Hinterradantrieb                  | Hinterradantrieb                  | Hinterradantrieb                  | Hinterradantrieb                  | Hinterradantrieb                  | Hinterradantrieb                  |
| Getriebe, serienmäßig      | Sequentielles 6-Gang-Getriebe     | Sequentielles 6-Gang-Getriebe     | Sequentielles 6-Gang-Getriebe     | Sequentielles 6-Gang-Getriebe     | Sequentielles 6-Gang-Getriebe     | Sequentielles 6-Gang-Getriebe     |
| Messwerte                  |                                   |                                   |                                   |                                   |                                   |                                   |
| Höchstgeschwindigkeit      | 227 km/h                          | 232 km/h                          | 237 km/h                          | 237 km/h                          | 250 km/h                          | 266 km/h                          |
| Beschleunigung, 0–100 km/h |                                   | 3,5 s                             |                                   | 3,2 s                             | 3,1 s                             | 3,5 s                             |
| Länge × Breite × Höhe      | 4077 mm × 1799 mm × 1093 mm       | 4190 mm × 1760 mm × 1070 mm       | 4077 mm × 1799 mm × 1093 mm       | 4300 mm × 1800 mm × 1060 mm       | 4077 mm × 1799 mm × 1093 mm       | 3925 mm × 1790 mm × 1140 mm       |

## Trivia
- Der Radical SR3 wird regelmäßig beim Race of Champions eingesetzt.